# 心叶鳞花木
心叶鳞花木（学名：Lepisanthes basicardia）为无患子科鳞花木属下的一个种。